# Bustul lui Grigore Antipa din Constanța
Bustul lui Grigore Antipa este un monument istoric situat în municipiul Constanța. Figurează pe noua listă a monumentelor istorice sub codul LMI: CT-III-m-B-02927.

## Imagini

## Istoric și trăsături
Bustul lui Grigore Antipa este situat pe  Bulevardul Mamaia, nr.300, lângă Institutul Național de Cercetare - Dezvoltare Marină „Grigore Antipa". Autoare este sculptorița Milița Petrașcu în anul 1958.